# Dibonda
Dibonda (ou Dibonda Kiroki) est un village du Cameroun situé dans la commune de Toko, une des 9 communes du département du Ndian de la Région du Sud-Ouest. Le village se situe à 1532m d'altitude.

## Population
Selon le recensement de 2005, le village compte 256 habitants qui font partie du groupe ethnique des Batanga. Le chef du village se nomme James Ngembeni